# Оздемир-паша
Оздеми́р-паша́ (тур. Özdemir Paşa; умер в 1559, или 1560, или 1562 году) — государственный и военный деятель Османской империи. Был мамлюком черкесского происхождения, который перешёл на службу османам после завоевания Египта в 1517 году Селимом I. Оздемир-паша принял участие в османском завоевании Йемена и стал в 1549 году занял пост бейлербея созданной на территории Йемена провинции. Позднее он спланировал и осуществил завоевание земель на территории Эфиопии (Абиссинии), став основателем эялета Хабеш. За его заслуги османские историки называли его «завоеватель Саны» (тур. San‘a fâtihi) и «покоритель Абиссинии» (тур. Habeşistan fâtihi). Сыном Оздемира-паши был великий визирь Осман-паша Оздемироглу.

## Биография

### Ранние годы
Оздемир-паша был мамлюком — военным рабом в Египте и черкесом (один из османских историков, Мустафа Селяники, указывал, что он черкес из Дагестана). О ранних годах его жизни нет сведений. Известно, что его хозяином был некто Кейкаус Шевкат-бей.
Оздемир был родственником мамлюкского султана Кансуха аль-Гаури. Согласно Эвлии Челеби, отец Мелек Ахмеда-паши, начальник гвардии Оздемира, рассказывал, что Оздемир был племянником Кансуха аль-Гаури по отцовской линии (а отец Ахмеда-паши был племянником Оздемира по женской линии).
Оздемир был женат на знатной женщине, «происходившей из рода Благородного Аббаса, которую звали Салиха». В этом браке родилось двое детей: дочь Хюма и сын, выдающийся османский полководец Осман-паша Оздемироглу. После завоевания османами Египта в 1517 году часть прежней мамлюкской элиты перешла на службу к османским султанам. В том числе и Оздемир стал османским чиновником и занимал несколько лет ряд незначительных должностей в провинциальной администрации, пока к 1538 году не получил должность кашифа (префекта округа).

### Служба в Йемене
Завоевав в 1517 году Мамлюкский султанат, Османская империя приобрела сюзеренные права на территории в Африке и Аравии, ранее подчинявшиеся мамлюкским султанам. В Йемене и Эфиопии местные правители после падения мамлюков отказывались признать суверенитет османов, тем более, что Йемен был покорён мамлюками лишь в 1516 году. На севере Йемена в горах правили зейдиты, противопоставлявшие себя суннитам и не признававшие власть халифов, которыми стали османские султаны. В 1538 году Оздемир участвовал в экспедиции османского флота в Индию против португальцев, которую возглавлял Хадым Сулейман-паша, в ходе которой османские войска войска заняли большую часть Йемена. При отправлении в поход произошёл случай, описанный османским историком Ибрагимом Печеви:
он тоже решил присоединиться к нему [Хадыму Сулейману-паше], но говоря, что не может расстаться со своей лошадью, попытался устроить её где-нибудь на корабле. За это солдаты стали подшучивать над ним и называть его «рехнувшийся черкес». Однако, Сулейман-паша обрадовался такому поведению «рехнувшегося черкеса», и приказал поместить его лошадь рядом со своей. Таким образом, Оздемир привезет свою лошадь, и сошедши на берег, верхом на ней набросится на врага с такой отвагой, которой от него никто не ожидал.
С этого момента Сулейман-паша обратил на Оздемира внимание. Согласно историку К. Блекбёрну, после того, как «Сулейман-паша обеспечил османское правление в Забиде во главе с санджак-беем, Оздемир остался там в качестве эмира». Ибрагим Печеви писал, что Оздемир стал санджакбеем, хотя и не уточнял год и санджак. 
Утверждение Эвлии Челеби, что Оздемир затем боролся в южном Египте против кочевого племени фундж, не подтверждается. Следующее после 1538 года упоминание Оздемира в документах относится к событиям февраля 1547 года в Йемене. В 1545 году должность бейлербея Йемена занял Увейс-паша, бывший, возможно, не признанным официально сыном Селима I и братом Сулеймана I. В 1546 году Увейс захватил Таиз, а в 1547 году решил развить успех и осадил Сану. Однако в результате заговора один из офицеров, Пехливан Хасан, убил Увейса, когда тот спал в палатке и поднял в Йемене восстание. Для подавления его была организована экспедиция, сердаром которой был назначен Оздемир (занимавший в тот момент должность санджакбея Таиза). Он подавил восстание, а также который спланировал и осуществил 23 августа 1547 года захват Саны, столицы зейдитов. Когда в руки Оздемира попал Пехливан Хасан, убивший Увейса-пашу, Оздемир приказал его обезглавить.
После захвата Оздемиром-пашой Саны лидеры зейдитов, имам аль-Мутаххар и его сын, укрылись в горах в родовых крепостях, откуда нападали на османские отряды и караваны. Через два года после захвата Саны, в 1549 году, Оздемир-паша был назначен бейлербеем Йемена «в вознаграждение за стойкость», ему было поручено подавить зейдитов. С помощью присланного из Каира подкрепления, состоявшего из четырёх тысяч человек, Оздемир предпринял несколько походов в Джебель. Османские источники называют семь зейдитских крепостей, захваченных Оздемиром.
В 1552 году, после пяти лет войны, аль-Мутаххар и Оздемир-паша заключили мирный договор, в соответствии с которым имам признал османский сюзеренитет в обмен на ограниченную автономию. В 1554 году (вероятно, в апреле) Оздемир закончил службу в Йемене, во время которой он обратил внимание на процветание порта Суакин, расположенного напротив Йемена, на другом берегу Красного моря. Современный событиям йеменский летописец аль-Нахравали сообщает, что Оздемир-паша был привлечён в Суакин из-за его процветания. Кроме того, Оздемир заметил активность португальцев у побережья Африки. Он покинул Йемен и прибыл в Стамбул, где был удостоен аудиенции у султана Сулеймана, которому представил план завоевания африканского побережья Красного моря, чтобы не допустить перехода под контроль португальцев торговли на востоке. Оздемир убедил Сулеймана, который повелел вести джихад против Эфиопии, сделать Суакин базой для этих операций и назначить Оздемира сердаром кампании, выделив ему 3000 (по другим источникам 30 000) солдат из находившихся в Каире .

### Покорение Абиссинии

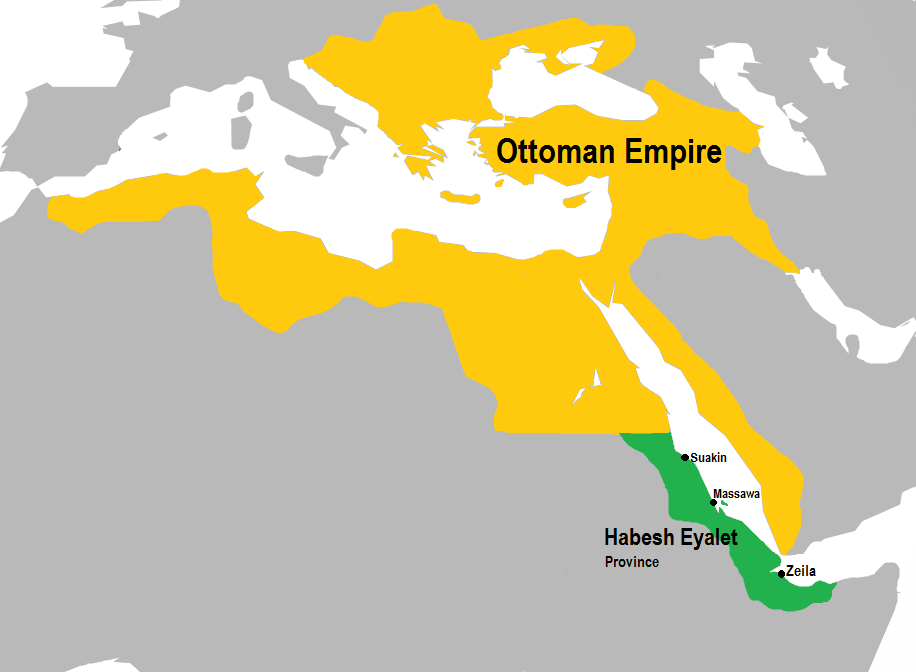
Эялет Хабеш

После того, как Сулейман назначил Оздемира-пашу сердаром в походе на Абиссинию, последний вернулся в Египет и начал подготовку к экспедиции. Начать поход он смог лишь в середине 1555 или 1556 года в связи с большими трудностями при наборе солдат. Выступив вверх по Нилу, Оздемир-паша двигался к Абиссинии. Ему удалось захватить Нижнюю Нубию, но от похода на Суакин пришлось отказаться из-за трудностей перехода через Нубийскую пустыню. Оздемир сообщил в Стамбул о ходе кампании, и, хотя Абиссиния ещё не была полностью завоёвана, султан назначил Оздемира бейлербеем провинции Хабеш (Абиссиния), которая была официально учреждена 5 июля 1555 года, а Суакин стал её центром. Осенью 1555 года с 4-5 тысячами солдат, вооружённых ружьями, Оздемир-паша снова отправился в Абиссинию, в следующем году он морем прибыл в Суакин и обосновался там.
2 апреля 1557 года он захватил Массауа, в которой с 1520-х годов была османская колония, а затем другой важный порт, Аркико (Харкико). Архипелаг Дахлак находился тоже в основном под властью Османской империи. Острова архипелага, присоединённые к эялету Йемен, служили важной базой во время военных действий. Планы Оздемира увенчались успехом: последние сообщения о нападении христиан на Красном море относятся к 1556 году; в 1558 году начались успешные набеги на провинцию Тигре, и к этому времени османская армия контролировала всё побережье Красного моря. Во время этой кампании был разрушен монастырь в Дэбрэ-Дамо.
Один из командиров Оздемир-паши покорил полуостров Бури. Дебарва (Дебароа, Даваро) и его окрестности перешли в руки османов в 1559 году. Здесь были построены укреплённая крепость, большая мечеть и множество малых мечетей, которые стали базой для военных действий в стране. Многие христиане и язычники, жившие в этом регионе, приняли ислам. Отсюда Оздемир-паша начал завоевание района племени бече (бека) — жаркого региона на северо-востоке. Но из-за климатических условий Оздемир заболел, от чего скончался в Дебарве в 1559/60 году. Смерть Оздемира-паши вызвала смятение в османской армии. Под нараставшим натиском армии Эфиопской империи (Абиссинии) османские войска, хотя и значительно превосходящие по численности противника, начали отходить от Тыграя и других областей к побережью. Абиссинская армия захватила и уничтожила Дебарву, которую Оздемир-паша превратил в укреплённый город. В то время как османские войска пытались удержать Массауа и Аркико, бейлербеем Хабеша в 1561 году был назначен сын Оздемира-паши Осман-паша.
Кроме Османа у Оздемира была дочь Хюма.

## Память
Тело Оздемира-паши было похоронено в Дебарве, но через 10 лет было перезахоронено в Массауа его сыном Османом-пашой, который сменил его на посту бейлербея Хабеша. Осман-паша возвёл в память об отце мечеть с усыпальницей.
Оздемира-пашу называли «завоевателем Саны» (тур. San‘a fâtihi) и «покорителем Абиссинии» (тур. Habeşistan fâtihi). Он более других способствовал установлению власти султана в обеих провинциях в середине XVI века. Оздемир обычно изображался как неутомимый воин со скромными привычками и несокрушимой преданностью османскому султану, как великий гази, защитивший ислам от угрозы португальцев. По словам Иванова «поход Оздемир-паши означал победу мусульман в борьбе за экзотические сокровища Дальнего Востока», поскольку через Суакин была налажена доставка пряностей в Европу.